# Dynastar

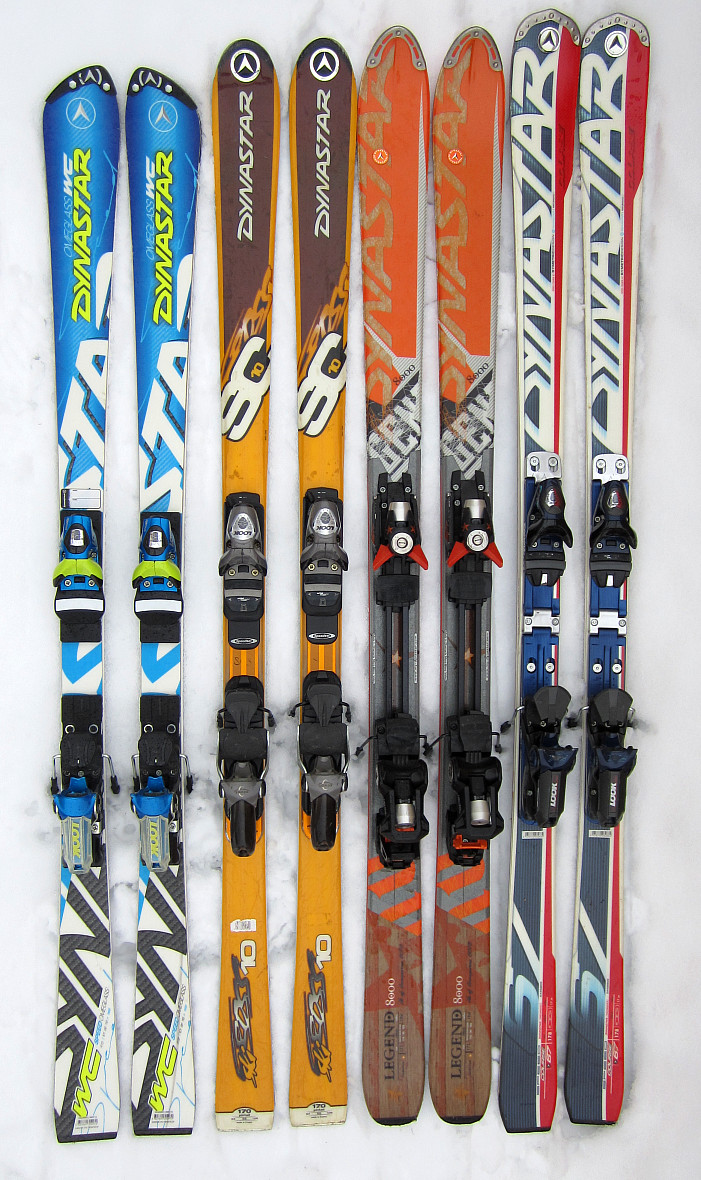
Skidor från Dynastar.

Dynastar är varumärke för alpina skidor. Företaget ingår i samma koncern som Rossignol, har huvudkontor i Sallanches och bildades 1963 genom en sammanslagning av Starflex och Dynamic. Elva år senare hade 100 000 par sålts globalt.